# Fat'janicha
La Fat'janicha (in russo Фатьяниха?) è un fiume della Russia siberiana orientale, affluente di destra dell'Enisej. Scorre nel Turuchanskij rajon del Territorio di Krasnojarsk.
Il fiume scende dall'altopiano della Siberia centrale in direzione sud-occidentale, nel medio e basso corso ha un corso irregolare e cambia spesso direzione. Sfocia nell'Enisej a 1 184 km dalla foce. Ha una lunghezza di 211 km e il suo bacino è di 6 110 km². I suoi maggiori affluenti sono: Malaja Fat'janicha (lungo 72 km), Bol'šaja Fat'janicha (103 km) provenienti entrambi dalla sinistra idrografica, Bol'šaja (83 km) dalla destra.